# Опыт (пароход, 1868)
«Опыт» — колесный буксирный пароход русского, а затем болгарского флота, участник русско-турецкой войны 1877—1878 годов, сербско-болгарской войны 1885 года и второй Балканской войны.

## История постройки
Корпус колесного буксирного парохода в 1868 году по заказу РОПиТ был построен  на судостроительной верфи «C. Mitchell & Сo» в Ньюкасле под № 233. В разобранном виде был доставлен в Севастополь, где в 1870 году на собственной судоверфи РОПиТ собрали колесный буксирный пароход, который получил наименование «Опыт».

## История службы

### В русском флоте
С 1871 года «Опыт» был приписан к Севастополю и эксплуатировался на линии Керчь — Темрюк — Екатеринодар.
В апреле 1877 года буксир был вооружен двумя 4-фунтовыми орудиями и включен в состав Дунайской военной флотилии Черноморского флота в качестве вооружённого парохода для участия в русско-турецкой войне.
С 26 июля (7 августа) по 22 сентября (4 октября) 1877 на пароходе «Опыт» держал свой флаг командующий Дунайской флотилии капитан-лейтенант И. И. Диков. В составе флотилии пароход принимал участие в начале наступательных действий против Сулина в Килийском рукаве. Отрядом был наведен бон и установлены минные заграждения в Георгиевском и Сулинском гирлах Дуная. При этом первое заграждение было привезено водным путём на пароходе и катерах, а всё необходимое для установки второго доставлено по суше.

### В болгарском флоте
Находился в отряде судов при русской армии в Болгарии, командир капитан 1-го ранга И. О. Дефабр (пароходы «Опыт», «Голубчик» и «Взрыв»). В июне 1879 года пароход «Опыт» исключен из списка судов Черноморского флота и передан Болгарии для укрепления её военного флота.
В сентябре 1883 года был отремонтирован в Одессе. Участвовал в сербско-болгарской войне 1885 года в качестве транспорта. В 1887 году был переименован в «Симеон Великий», после чего продолжил использоваться в качестве транспортного судна. 
2 июля 1913 года, во время второй Балканской войны был затоплен экипажем, чтобы не допустить захвата румынскими войсками. После войны была предпринята попытка поднять и отремонтировать судно, однако она оказалась неуспешной. 
В 1915 году «Симеон Великий» был исключен из состава болгарского военно-морского флота.